# Three Second Kiss
I Three Second Kiss sono un gruppo Math rock/Indie rock italiano, formatosi nel 1993 a Bologna. Il nome della band trae spunto dal noto codice Hays sul taglio cinematografico imposto dalla legislazione statunitense alle scene di baci oltre i tre secondi.

## Formazione

### Ultima formazione
- Massimo Mosca - voce, basso
- Sergio Carlini - chitarra
- Sacha Tilotta - batteria

### Ex componenti
- Lorenzo Fortini - batteria

## Discografia

### Album studio
- 1996 - For Pain Relief (Lollypop Records)
- 1998 - "Everyday, Everyman" (Wide Records/Southern)
- 1999 - "Focal Point" (Slowdime Records/Dischord)
- 2003 - Music Out Of Music (Slowdime Records/Dischord)
- 2008 - Long Distance (Africantape/Goodfellas/Southern)
- 2012 - Tastyville (Africantape)
- 2024 - From Fire I Save The Flame (Overdrive Records)